# Città sostenibile

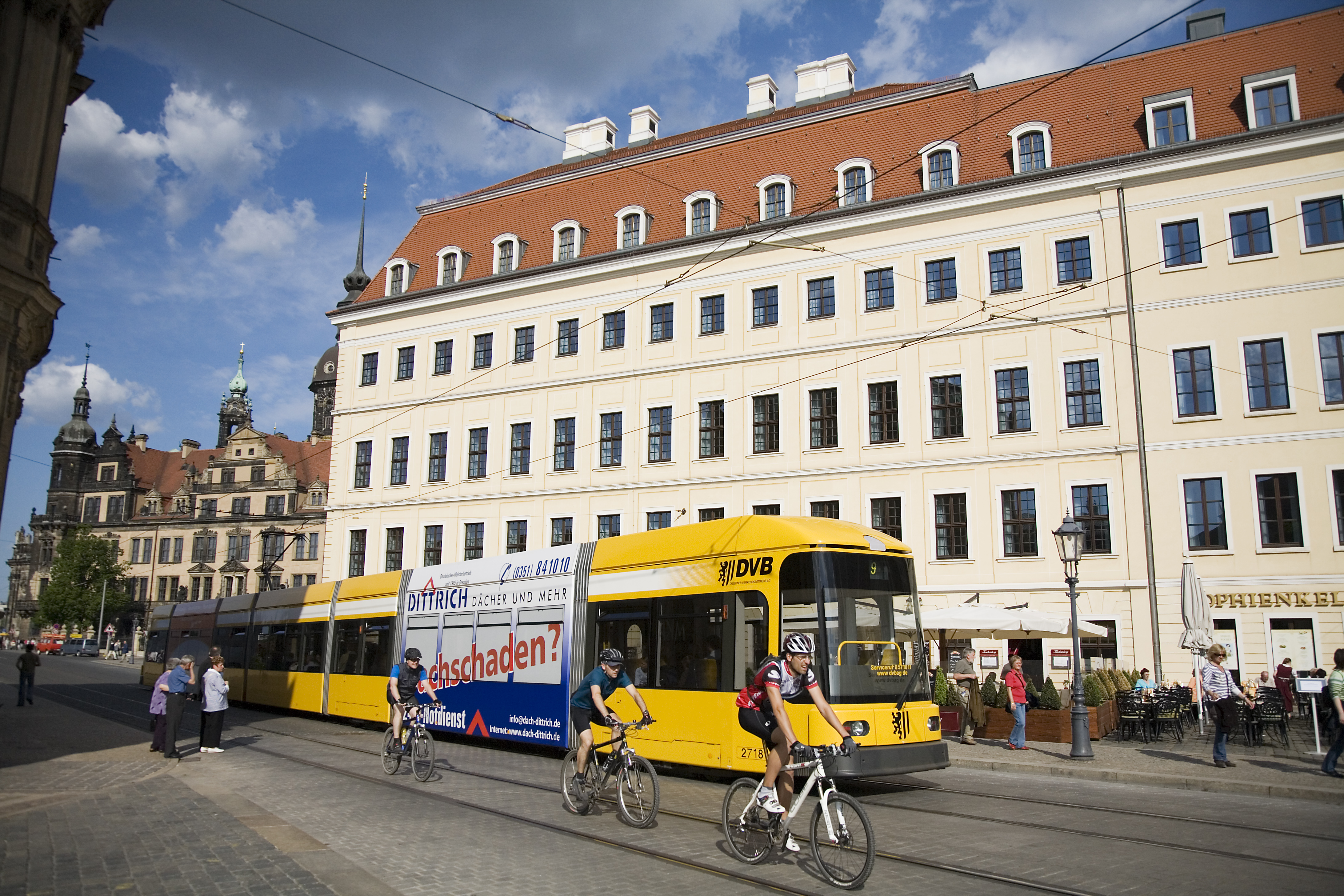
Il trasporto sostenibile e la ciclabilità sono componenti del miglioramento della sostenibilità di una città.

Una città sostenibile, nota anche come eco-città o città verde, è un modello urbano progettato per minimizzare l'impatto ambientale, promuovendo al contempo la resilienza economica e l'inclusione sociale. Queste città sono pensate per bilanciare lo sviluppo economico con la tutela dell'ambiente e il benessere dei cittadini, incorporando pratiche e tecnologie innovative nella gestione delle risorse, dei trasporti e dell'edilizia.

## Metodi pratici per creare città sostenibili

### Uso efficiente delle risorse
L'efficienza energetica e l'uso sostenibile delle risorse sono di grande importanza. Le città sostenibili adottano misure per ridurre il consumo di energia e promuovere l'uso di fonti rinnovabili. Tecnologie come l'illuminazione LED e i pannelli solari sono ampiamente utilizzate per ridurre le emissioni di gas serra e l'impronta ecologica complessiva.

### Mobilità sostenibile
La mobilità sostenibile è cruciale per ridurre l'inquinamento atmosferico e migliorare la qualità della vita. Le città sostenibili incentivano l'uso di trasporti pubblici ecologici, come autobus e treni elettrici, e promuovono modalità di trasporto non motorizzate come la bicicletta e il camminare. L'infrastruttura ciclabile e pedonale è progettata per essere sicura e accessibile.

### Gestione dei rifiuti
Una gestione efficiente dei rifiuti è fondamentale nelle città sostenibili. Si promuovono programmi di riciclaggio, compostaggio e riduzione dei rifiuti alla fonte. L'obiettivo è ridurre al minimo la quantità di rifiuti destinati alle discariche, incentivando pratiche di riuso e riciclaggio.

### Spazi verdi e biodiversità
Gli spazi verdi, come parchi urbani e giardini comunitari, migliorano la qualità dell'aria, forniscono aree ricreative e supportano la biodiversità. Le città sostenibili pianificano e mantengono una rete di spazi verdi che promuovono la fauna locale e offrono benefici sociali e psicologici agli abitanti.

### Edilizia sostenibile
L'edilizia sostenibile è una componente essenziale delle città verdi. Gli edifici sono progettati per essere energeticamente efficienti, utilizzando materiali sostenibili e tecnologie avanzate per ridurre il consumo di risorse. Le certificazioni come LEED (Leadership in Energy and Environmental Design) sono spesso utilizzate come standard di riferimento.

## Iniziative globali

### Agenda 2030 e obiettivi di sviluppo sostenibile
Le città sostenibili sono un elemento chiave dell'Agenda 2030 delle Nazioni Unite, che include 17 Obiettivi di Sviluppo Sostenibile (SDGs). L'Obiettivo 11, in particolare, si concentra sulla creazione di città e comunità inclusive, sicure, resilienti e sostenibili.

### Rete delle città sostenibili
Molte città in tutto il mondo fanno parte di reti internazionali come il C40 Cities Climate Leadership Group e il Global Covenant of Mayors for Climate & Energy. Queste reti facilitano la condivisione di conoscenze e migliori pratiche, aiutando le città a sviluppare strategie efficaci per affrontare le sfide ambientali e climatiche.

## Esempi

### Recycled Park a Rotterdam, Paesi Bassi
Il Recycled Park di Rotterdam, situato nella seconda città più grande dei Paesi Bassi, rappresenta un esempio concreto di come sia possibile trasformare i rifiuti in risorse preziose per la comunità. Si tratta di un'iniziativa introdotta dalla Recycled Island Foundation, un'organizzazione con sede nei Paesi Bassi focalizzata sul riciclaggio dei rifiuti abbandonati attraverso la creazione dei loro iconici parchi, tra gli altri progetti sostenibili. Il Recycled Park di Rotterdam consiste in un gruppo di "isole" esagonali galleggianti realizzate interamente con rifiuti plastici recuperati dal fiume Maas grazie a un sistema di trappole passive. La posizione del parco sul fiume Mosa riflette un processo circolare volto a creare una città più sostenibile.

### Agricoltura urbana a Detroit, Stati Uniti

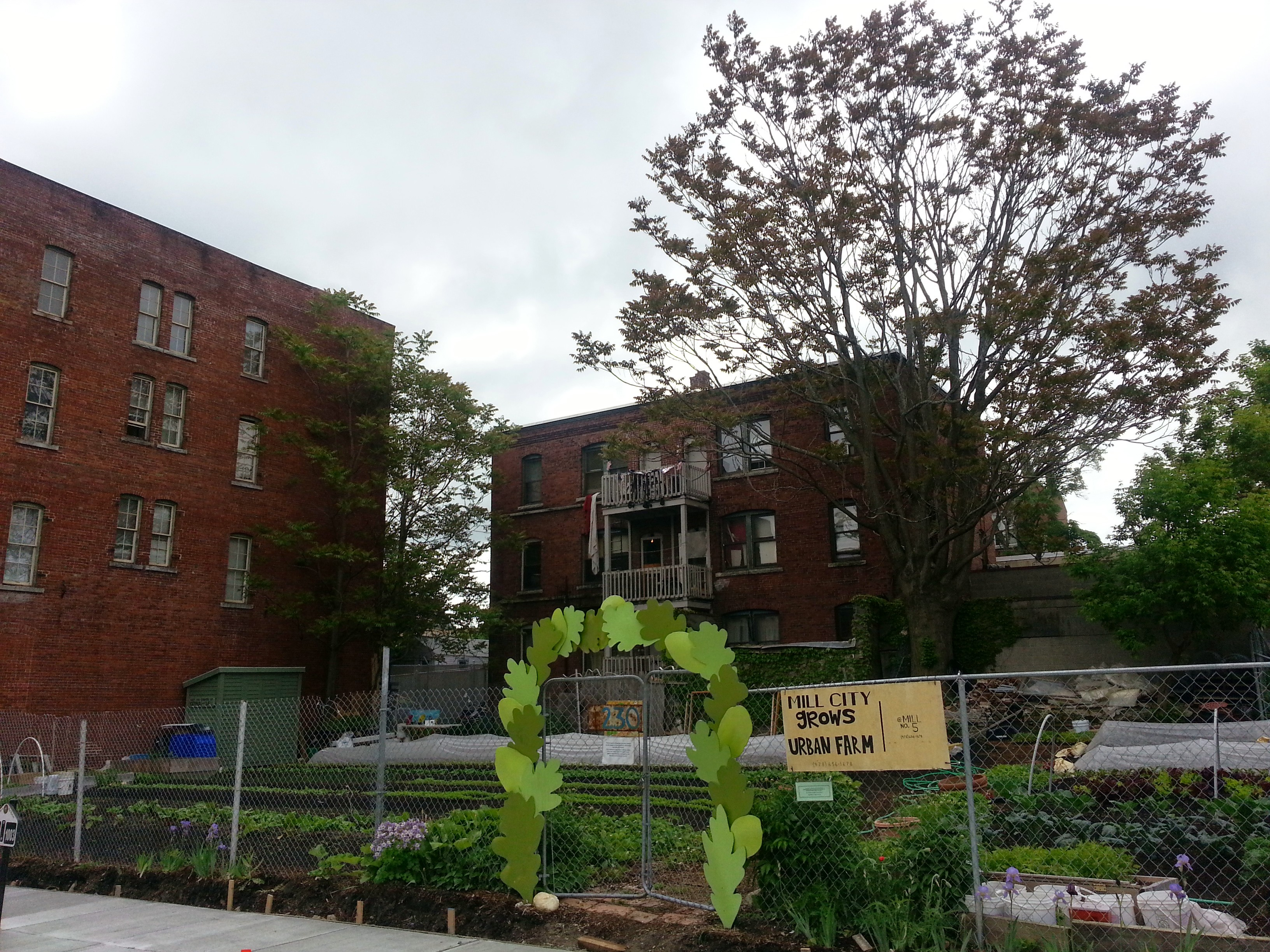
Agricoltura urbana a Lowell, Massachusetts

Detroit è diventata un modello di agricoltura urbana sostenibile. Con l'abbandono di molte aree urbane, la città ha visto la crescita di iniziative comunitarie che trasformano i lotti vuoti in orti e fattorie urbane. Questi progetti migliorano l'accesso a cibo fresco e locale, promuovono la sicurezza alimentare e creano opportunità di impiego.

### Neighbourhoods of the Future a Londra, Regno Unito
Il progetto "Neighbourhoods of the Future" di Londra mira a sviluppare quartieri sostenibili attraverso l'implementazione di tecnologie verdi avanzate, come edifici a energia zero e infrastrutture di mobilità elettrica. Questo progetto include anche iniziative per migliorare l'efficienza energetica delle abitazioni esistenti e promuovere il coinvolgimento comunitario nella gestione sostenibile delle risorse.